# Pannonia Allstars Ska Orchestra
Pannonia Allstars Ska Orchestra — венгерская ска-группа, из Будапешта, основана в 2003 году. Музыкальный стиль состоит из смеси ска, регги, джаза с элементами традиционного венгерского фолка.

## История
Название группы образовано от слова "Паннония" - равнина в бассейне среднего течения реки Дунай, в которой располагается г. Будапешт.

В 2003 году группа выпустила свой первый демо-альбом на лейбле Crossroads Records, а в 2005 - живое выступление Live at Artemovszk. После чего, в 2005 году, группа подписала контракт со звукозаписывающей компанией Megalith Records и издала на ней свой самый успешный альбом Budapest Ska Mood, благодаря которому стала популярной и узнаваемой группой в Европе, в том числе и в России.

После выхода альбома группа много гастролировала по Европе, а в 2008 году выступила одним из хэдлайнеров на крупном венгерском ежегодном фестивале Сигет.

В 2007 году группа выпустила второй студийный альбом The Return of the Pannonians, изданный Megalith Records, а также 2 сингла и даб-версию альбома Budapest Ska Mood - Re:BSM самостоятельно.

В 2009 году вышел третий студийный альбом Feel The Riddim! на Megadó Kiadó.

В 2010 году группа выпустила сингл I'm the One, а в 2012 году четвертый двойной альбом совместно с сайд-проектом PASO's Root Rockers Lovemonster / Lost In Space.

## Концертная деятельность
Участники группы активно занимаются сторонними проектами, такими как: PASO's Root Rockers, PASO Soundsystem.

За свою историю PASO выступали на одной сцене с такими группами как The Toasters, Bad Manners, The Slackers, New York Ska-Jazz Ensemble и The Aggrolites.

На фестивале Сигет в 2011 году группа выступила совместно с симфоническим оркестром.
Группа продолжает гастролировать, но при этом еще не приезжала с концертами в Россию.

## Состав
- Kristóf Tóth aka Lord Panamo/KRSA – вокал
- Gábor Subicz aka Tony Ass - труба
- László Vajay aka Mr. Vajay - тромбон
- Gábor Lukács aka Baba Luki - саксофон
- Tamás Meleg aka Tommy Hot - саксофон
- Dávid Benkő aka Mr. P - клавишные
- László Nagy aka Lacibá - гитара
- Zoltán Csáki aka Csakikapitany - гитара
- Vince Pozsgai aka Dr. Strict - бас-гитара
- László Rácz aka Lipi Brown - барабаны
- György Barna aka G. Brown - виолончель

## Дискография

### Альбомы
| Год  | Название                               | Лейбл                         |
| ---- | -------------------------------------- | ----------------------------- |
| 2003 | Pannonia Allstars Ska Orchestra - Demo | Самостоятельно                |
| 2005 | Budapest Ska Mood                      | Megalith Records              |
| 2007 | The Return of The Pannonians           | Megalith Records              |
| 2009 | Feel the Riddim!                       | Megadó Kiadó/Megalith Records |
| 2012 | Lovemonster                            | Megadó Kiadó/Megalith Records |

### Live-альбомы
| Год  | Название                            | Лейбл              |
| ---- | ----------------------------------- | ------------------ |
| 2005 | All Night Long - Live At Artemovszk | Crossroads Records |

### DVD
| Год  | Название                    | Лейбл          |
| ---- | --------------------------- | -------------- |
| 2009 | PASO Turnéfilm/PASO On Tour | Самостоятельно |

### Альбом ремиксов
| Год  | Название | Лейбл          |
| ---- | -------- | -------------- |
| 2007 | RE:BSM   | Самостоятельно |

### EP,Синглы
| Год  | Название                                    | Лейбл                     | Альбом                       |
| ---- | ------------------------------------------- | ------------------------- | ---------------------------- |
| 2007 | Moses And The Red Sea / Joseph (7", Single) | Самостоятельно            | The Return of The Pannonians |
| 2007 | Babylon Focus                               | Самостоятельно            | The Return Of The Pannonians |
| 2010 | I Am The One                                | Только в цифровом формате | Feel the Riddim!             |
| 2011 | No Love In Town                             | Только в цифровом формате | Feel the Riddim!             |

## Видеография
- PASO (2003)
- Babylon Focus (2007)
- Hungarian Dish (2009)
- Miu-miújság? (2010)
- Vampires (2010)
- Do the Rocka Style (2010)
- No Love in Town (2011)
- Úszom az árral (2012)
- Elhagytam Magam (2012)
- Lipi Ride (2013)
- Ска-версия темы сериала "Игра Престолов" (2013)